# Mario Beccia
Mario Beccia (Troya, Apúlia, 16 de agosto de 1955) foi um ciclista italiano, que foi profissional entre 1977 e 1988. Em seu palmarés destacam 4 etapas ganhadas na Volta a Itália, a Classificação dos jovens desta mesma corrida em 1977 e a Flecha Valona de 1982.

## Palmarés
1977
- 1º no Giro dell'Emilia
- Vencedor de uma etapa da Volta a Itália e 1º  da Classificação dos jovens

1979
- Vencedor de uma etapa da Volta a Itália

1980
- 1º da Volta à Suíça e vencedor de uma etapa

1981
- Vencedor de uma etapa da Volta a Itália

1982
- Flecha Valona

1983
- Vencedor de uma etapa da Volta a Itália
- Vencedor de uma etapa do Tour de Romandia

1984
- 1º no Giro dos Apeninos
- 1º no Giro de Úmbria
- 1º na Milão-Vignola
- Vencedor de uma etapa da Tirreno-Adriático

### Resultados na Volta a Itália
- 1977ː 9º da classificação geral. Vencedor de uma etapa.  1r da Classificação dos jovens
- 1979ː 6º da classificação geral. Vencedor de uma etapa
- 1980ː 6º da classificação geral
- 1981ː 12º da classificação geral. Vencedor de uma etapa
- 1982ː 7º da classificação geral
- 1983ː 4º da classificação geral. Vencedor de uma etapa
- 1984ː 9º da classificação geral
- 1985ː 12º da classificação geral
- 1986ː 31º da classificação geral
- 1987ː 17º da classificação geral

### Resultados na Volta a França
- 1982. 33º da classificação geral
- 1986. Abandona (12º etapa)